# La Unión, Santa María Huatulco
La Unión är en ort i Mexiko.   Den ligger i kommunen Santa María Huatulco och delstaten Oaxaca, i den sydöstra delen av landet, 500 km sydost om huvudstaden Mexico City. La Unión ligger 93 meter över havet och antalet invånare är 172.
Terrängen runt La Unión är lite kuperad.  Närmaste större samhälle är Crucecita, 17,3 km öster om La Unión. 